# Sint-Jan-de-Doperkerk (Borre)
De Sint-Jan-de-Doperkerk (Frans: Église Saint-Jean-Baptiste) is de parochiekerk van de gemeente Borre in het Franse Noorderdepartement.

## Geschiedenis
Oorspronkelijk stond hier een romaanse kruiskerk. Van deze kerk is de zware vieringtoren (midden 12e eeuw) nog bewaard gebleven. De benedengeleding is van ijzerzandsteen, de klokkengeleding is van kalksteen. Ook de bogen die de vieringtoren dragen zijn romaans.
In 1626 werd de kerk vergroot met twee kleine zijbeuken en ontstond een laatgotisch bakstenen kerkgebouw, waarin echter nog muurresten van de oudere kerk aanwezig zijn.

## Interieur
De kerk bezit drie 18e-eeuwse altaren en een preekstoel in rococostijl, en een lambrisering in classicistische stijl (18e eeuw). Ook zijn er teksten, zoals een tekst in het Vlaams voor Sint-Machutus (Machuyt): H Machuyt bidt voor ons en de kleine kynderen die in noodt zijn. Voor deze heilige, die tegen kinderziekten en dergelijke zou helpen, bestaat hier een devotie die teruggaat tot de 17e eeuw.